# Johannes Behrens
Johannes Behrens (* 24. Januar 1864 in Hildesheim; † 25. Juli 1940 ebenda) war ein deutscher Agrikulturbotaniker und Phytomediziner.

## Leben
Behrens, Sohn eines Fabrikanten, studierte Naturwissenschaften an der Universität Göttingen und promovierte 1886 an der Universität Kiel mit der Dissertation "Über die anatomischen Beziehungen zwischen Blatt und Rinde der Coniferen". Von 1890 bis 1898 arbeitete er als wissenschaftlicher Assistent an der Badischen Landwirtschaftlich-Botanischen Versuchsanstalt in Karlsruhe. 1894 habilitierte er sich an der Technischen Hochschule Karlsruhe für das Fach Botanik mit einer Arbeit über die Physiologie des Hopfens. Bereits 1898 erhielt er den Titel eines außerordentlichen Professors. 1901 wurde er zum Vorsteher der in Karlsruhe neugeschaffenen Badischen Landwirtschaftlichen Versuchsanstalt Augustenberg ernannt. Mit der Erforschung von Pflanzenkrankheiten erwarb er sich bald ein solches Ansehen, dass ihm 1907 die Direktion der Kaiserlichen Biologischen Reichsanstalt für Land- und Forstwirtschaft in Berlin-Dahlem übertragen wurde.
Das Forschungsinteresse von Behrens erstreckte sich auf das Gesamtgebiet der Angewandten Botanik. Seine besondere Fürsorge galt dem Weinbau sowie dem Anbau und der Verwertung von Tabak, Hopfen und Hanf. Er bearbeitete grundlegende pflanzenphysiologische Probleme, widmete sich aber auch aktuellen Fragen der Düngung und entwickelte Maßnahmen zur Bekämpfung von Pflanzenkrankheiten. Wesentliche Beiträge veröffentlichte er auf dem Gebiet der landwirtschaftlichen Bakteriologie. 1902 gehörte er zu den Mitbegründern der "Vereinigung für Angewandte Botanik". Von 1912 bis 1916 war er Vorsitzender dieser wissenschaftlichen Fachgesellschaft.
1919 schied Behrens freiwillig aus seinem Amt in Berlin-Dahlem aus, da ihm als Wissenschaftler die Verwaltungsarbeit wenig Freude bereitete. Er siedelte in seine Geburtsstadt Hildesheim über und verfasste hier zahlreiche Beiträge über die Pflanzenwelt seiner näheren Heimat. In zahlreichen Fachorganisationen blieb er jedoch weiterhin aktiv tätig. Von 1908 bis 1932 war er Vorsitzender des Sonderausschusses für Pflanzenkrankheiten der Deutschen Landwirtschafts-Gesellschaft. 1930 gehörte er zu den Mitbegründern der Zeitschrift Archiv für Mikrobiologie und bis 1939 zeichnete  er auch als Mitherausgeber. Er war Ehrenmitglied im Deutschen Weinbauverband und blieb unverheiratet.

## Schriften (Auswahl)
- Physiologische Studien über den Hopfen. Habil.-Schr. Technische Hochschule Karlsruhe 1894. Zugl. in: Flora oder Allgemeine Botanische Zeitung Bd. 78, 1894, S. 361–398.
- Nutzpflanzen. Leipzig 1900 = Sammlung Göschen Bd. 123.
- Untersuchungen über die Gewinnung der Hanffaser durch natürliche Röstmethoden. Verlag G. Fischer, Jena 1902.